# Albrecht Mertz von Quirnheim

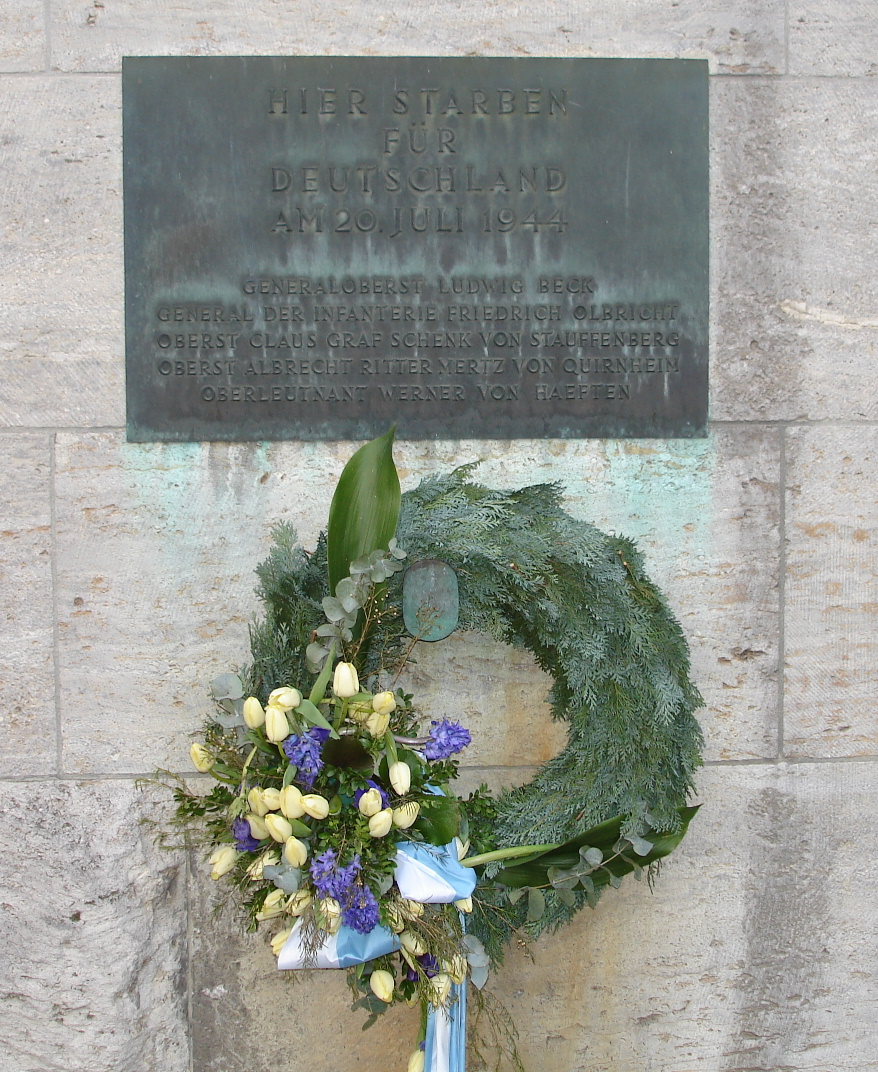
Mémorial au Bendlerblock.

Albrecht Mertz von Quirnheim est un officier allemand, résistant au nazisme, né le 25 mars 1905 à Munich et mort fusillé le 21 juillet 1944 à Berlin. Il est l'un des conjurés du complot du 20 juillet 1944 contre Hitler.

## Biographie
Quirnheim nait à Munich d’un père, Hermann Mertz von Quirnheim, officier d'état-major bavarois. Il passe sa jeunesse à Munich jusqu'à ce que son père soit nommé à la tête des Archives du Reich (archives d'État). La famille déménage alors à Potsdam. Jeune homme, Quirnheim rencontre deux de ses futurs collègues conspirateurs, Werner von Haeften et Hans Bernd von Haeften, ce par l'entremise de connaissances familiales.
Après son baccalauréat, Quirnheim s'enrôle dans la Reichswehr en 1923. En 1925, il devient l'ami de Claus von Stauffenberg, lequel va être, près de vingt ans plus tard, la clé de voûte du complot du 20 juillet. Au moment où la Seconde Guerre mondiale éclate, Quirnheim est nommé officier dans l'organisation de l'état-major divisionnaire.
En 1933, Quirnheim a été favorable à l'arrivée au pouvoir de Hitler, mais il prend ses distances à l'égard du régime lorsqu'il découvre sa brutalité. En 1941, par exemple, sa démarche en faveur d'une application de traitements plus humains à l'égard des civils de l'Europe de l'Est provoque une querelle entre le ministre des Territoires occupés de l'Est, Alfred Rosenberg, et le commissaire du Reich pour l'Ukraine, Erich Koch. En 1942, alors qu'il est promu Oberstleutnant et qu'il est à la tête de l'état-major du 24e corps d'armée sur le front de l'Est, Quirnheim renforce ses liens avec la résistance par l'entremise de son beau-frère Wilhelm Dieckmann. Il est promu Oberst en 1943.
En septembre 1943, Quirnheim s'implique dans le complot visant à assassiner Hitler. Avec son supérieur, le général Friedrich Olbricht et Stauffenberg, il prépare l'opération Walkyrie, un plan qui doit entrer en action aussitôt Hitler mort. Pendant ce temps, il succède à Stauffenberg au poste de chef de l’état-major du bureau général de l'Armée de terre (en allemand : Chef des Stabes im Allgemeinen Heeresamt) à Berlin (au Bendlerblock). Immédiatement après la tentative d'assassinat sur Hitler en Prusse-Orientale, le 20 juillet 1944, Quirnheim presse le général Olbricht de déclencher Walkyrie, même s'ils n'ont pas la certitude que Hitler est mort. Cependant, à peu près au même moment, des informations indiquant que Hitler a survécu parviennent à Berlin.
En quelques heures, Quirnheim, Olbricht, Stauffenberg et Werner von Haeften sont arrêtés et hâtivement jugés sur ordre du Generaloberst Friedrich Fromm, un partisan silencieux du coup d'État mais qui s'empresse de les trahir dès qu'il constate que le complot a échoué. Les conspirateurs sont immédiatement abattus et leurs corps sont enterrés, sans pierre tombale, au cimetière Matthäus du district Schöneberg de Berlin. Peu de temps après, Himmler fait exhumer les corps pour qu'ils soient incinérés et que leurs cendres soient dispersées.
Quelques jours après l'attentat, les parents de Quirnheim et une de ses sœurs sont arrêtés par la Gestapo ; son beau-frère Wilhelm Dieckmann est exécuté le 13 septembre 1944.
Aujourd'hui, un mémorial est érigé au Bendlerblock, à l'endroit où Quirnheim et ses collègues conspirateurs ont été abattus.

## Filmographie
- C'est arrivé le 20 Juillet (1955), de Georg Wilhelm Pabst, où Albrecht Mertz von Quirnheim est interprété par Jaspar von Oertzen (de).
- Walkyrie (2008), de Bryan Singer, où Albrecht Mertz von Quirnheim est interprété par Christian Berkel.